# Brama (Hügel)
Brama (polnisch für ‚Tor‘) ist ein 257 m hoher Hügel auf King George Island im Archipel der Südlichen Shetlandinseln. Er ragt zwischen dem Baranowski-Gletscher und dem Tower Glacier auf.
Polnische Wissenschaftler benannten ihn 1980.